# Liga Profissional de Futebol da Nigéria
A Liga Profissional de Futebol da Nigéria (em inglês: Nigeria Professional Football League) corresponde à divisão máxima do futebol profissional a nível nacional da Nigéria. Oficialmente fundada em 1972 pela Federação Nigeriana de Futebol, enfrentou ao longo de sua história crises de receita e desequilíbrios financeiros entre os clubes participantes, iniciadas a partir da década de 1990 e intensificadas desde o fim da década de 2000, o que acarretou na transferência de responsabilidade pela organização do torneio para a League Management Company (LMC) a partir de 2012.

## Regulamento da competição
Um total de 20 clubes disputam a competição, que adota o sistema de pontos corridos onde as equipes jogam entre si em turno e returno, totalizando 38 rodadas. O campeão e o vice-campeão classificam-se para a Liga dos Campeões da CAF, enquanto o 3.º colocado classifica-se a Copa das Confederações da CAF. Ao final da temporada, as equipes com as 4 piores campanhas da competição são rebaixadas.

## Tabela de campeões
| Edição         | Campeão               |
| Década de 1970 |                       |
| 1972           | Mighty Jets (1)       |
| 1973           | Bendel Insurance (1)  |
| 1974           | Rangers (1)           |
| 1975           | Rangers (2)           |
| 1976           | Shooting Stars (1)    |
| 1977           | Rangers (3)           |
| 1978           | Racca Rovers (1)      |
| 1979           | Bendel Insurance (2)  |
| Década de 1980 |                       |
| 1980           | Shooting Stars (2)    |
| 1981           | Rangers (4)           |
| 1982           | Rangers (5)           |
| 1983           | Shooting Stars (3)    |
| 1984           | Rangers (6)           |
| 1985           | New Nigeria Bank (1)  |
| 1986           | Leventis United (1)   |
| 1987           | Heartland (1)         |
| 1988           | Heartland (2)         |
| 1989           | Heartland (3)         |
| Década de 1990 |                       |
| 1990           | Heartland (4)         |
| 1991           | Julius Berger (1)     |
| 1992           | Stationery Stores (1) |
| 1993           | Heartland (5)         |
| 1994           | BCC Lions (1)         |
| 1995           | Shooting Stars (4)    |
| 1996           | Udoji United (1)      |
| 1997           | Dolphins (1)          |
| 1998           | Shooting Stars (5)    |
| Década de 2000 |                       |
| 2000           | Julius Berger (2)     |
| 2001           | Enyimba (1)           |
| 2002           | Enyimba (2)           |
| 2003           | Enyimba (3)           |
| 2004           | Dolphins (2)          |
| 2005           | Enyimba (4)           |
| 2006           | Ocean Boys (1)        |
| 2007           | Enyimba (5)           |
| 2008           | Kano Pillars (1)      |
| 2008–09        | Bayelsa United (1)    |
| 2009–10        | Enyimba (6)           |
| Década de 2010 |                       |
| 2010–11        | Dolphins (3)          |
| 2012           | Kano Pillars (2)      |
| 2013           | Kano Pillars (3)      |
| 2014           | Kano Pillars (4)      |
| 2015           | Enyimba (7)           |
| 2016           | Rangers (7)           |
| 2017           | Plateau United (1)    |
| 2019           | Enyimba (8)           |
| 2019–20        | Plateau United (2)    |
| Década de 2020 |                       |
| 2020–21        | Akwa United (1)       |
| 2021–22        | Rivers United (1)     |

## Conquistas por clube
| Clube             | Cidade          | Títulos | Edições como campeão                               |      |
| ----------------- | --------------- | ------- | -------------------------------------------------- | ---- |
| Enyimba           | Aba             | 8       | 2001, 2002, 2003, 2005, 2007, 2009–10, 2015 e 2019 |      |
| Rangers           | Enugu           | 7       | 1974, 1975, 1977, 1981, 1982, 1984 e 2016          |      |
| Shooting Stars    | Ibadã           | 5       | 1976, 1980, 1983, 1995 e 1998                      |      |
| Heartland         | Owerri          | 5       | 1987, 1988, 1989, 1990 e 1993                      |      |
| Kano Pillars      | Cano            | 4       | 2008, 2012, 2013 e 2014                            |      |
| Dolphins          | Port Harcourt   | 3       | 1997, 2004 e 2010–11                               |      |
| Bendel Insurance  | Cidade do Benin | 2       | 1973 e 1979                                        |      |
| Julius Berger     | Lagos           | 2       | 1991 e 2000                                        |      |
| Plateau United    | Jos             | 2       | 2017 e 2019–20                                     |      |
| Mighty Jets       | Jos             | 2       | 1                                                  | 1972 |
| Racca Rovers      | Cano            | 1978    | 1                                                  |      |
| New Nigeria Bank  | Cidade do Benin | 1985    | 1                                                  |      |
| Leventis United   | Ibadã           | 1986    | 1                                                  |      |
| Stationery Stores | Lagos           | 1992    | 1                                                  |      |
| BCC Lions         | Gboko           | 1994    | 1                                                  |      |
| Udoji United      | Awka            | 1996    | 1                                                  |      |
| Ocean Boys        | Brass           | 2006    | 1                                                  |      |
| Bayelsa United    | Yenagoa         | 2008–09 | 1                                                  |      |
| Akwa United       | Uyo             | 2020–21 | 1                                                  |      |

## Participações em competições da CAF

### Liga dos Campeões da CAF
| Clube             | Participações | Edições                                                                       |      |
| ----------------- | ------------- | ----------------------------------------------------------------------------- | ---- |
| Enyimba           | 12            | 2002, 2003, 2004, 2005, 2006, 2008, 2011, 2014, 2015, 2016, 2019–20 e 2020–21 |      |
| Rangers           | 10            | 1971, 1975, 1976, 1978, 1982, 1983, 1985, 2006, 2013 e 2017                   |      |
| Heartland         | 7             | 1988, 1989, 1990, 1991, 1994, 2009 e 2010                                     |      |
| Kano Pillars      | 6             | 2009, 2011, 2013, 2014, 2015 e 2019–20                                        |      |
| Shooting Stars    | 5             | 1972, 1981, 1984, 1996 e 1999                                                 |      |
| Stationery Stores | 3             | 1968, 1970 e 1993                                                             |      |
| Julius Berger     | 3             | 1992, 2001 e 2004                                                             |      |
| Dolphins          | 3             | 1998, 2005 e 2012                                                             |      |
| Bendel Insurance  | 2             | 1974 e 1980                                                                   |      |
| Rivers United     | 2             | 2017 e 2021–22                                                                |      |
| Plateau United    | 2             | 2018 e 2020–21                                                                |      |
| Racca Rovers      | 2             | 1                                                                             | 1979 |
| Mighty Jets       | 1973          | 1                                                                             |      |
| New Nigeria Bank  | 1986          | 1                                                                             |      |
| BCC Lions         | 1995          | 1                                                                             |      |
| Udoji United      | 1997          | 1                                                                             |      |
| Leventis United   | 1987          | 1                                                                             |      |
| Ocean Boys        | 2007          | 1                                                                             |      |
| Nasarawa United   | 2007          | 1                                                                             |      |
| Gombe United      | 2008          | 1                                                                             |      |
| Bayelsa United    | 2010          | 1                                                                             |      |
| Sunshine Stars    | 2012          | 1                                                                             |      |
| Warri Wolves      | 2016          | 1                                                                             |      |
| MFM               | 2018          | 1                                                                             |      |
| Akwa United       | 2021–22       | 1                                                                             |      |

### Copa das Confederações da CAF
| Clube            | Participações        | Edições                       |
| ---------------- | -------------------- | ----------------------------- |
| Rangers          | 4                    | 2004, 2005, 2018–19 e 2019–20 |
| Dolphins         | 4                    | 2005, 2007, 2008 e 2015       |
| Warri Wolves     | 4                    | 2010, 2012, 2014 e 2015       |
| Heartland        | 2006, 2012 e 2013    |                               |
| Bayelsa United   | 2009, 2014 e 2021–22 |                               |
| Enyimba          | 2010, 2018 e 2021–22 |                               |
| Wikki Tourists   | 2                    | 2008 e 2017                   |
| Akwa United      | 2                    | 2016 e 2018                   |
| Bendel Insurance | 1                    | 2005                          |
| Kwara United     | 1                    | 2007                          |
| Ocean Boys       | 1                    | 2009                          |
| Kaduna United    | 1                    | 2011                          |
| Sunshine Stars   | 1                    | 2011                          |
| Nasarawa United  | 1                    | 2016                          |
| Ifeanyi Ubah     | 1                    | 2017                          |
| Niger Tornadoes  | 1                    | 2019–20                       |
| Kano Pillars     | 1                    | 2020–21                       |
| Rivers United    | 1                    | 2020–21                       |

### Copa da CAF (1992–2003)
| Clube            | Participações | Edições           |
| ---------------- | ------------- | ----------------- |
| Shooting Stars   | 3             | 1992, 1993 e 1995 |
| Bendel Insurance | 2             | 1994 e 1995       |
| Enugu Rangers    | 2             | 1996 e 2003       |
| Jaspers United   | 2             | 1997 e 1998       |
| Kwara United     | 1             | 1999              |
| Heartland        | 1             | 2000              |
| Katsina United   | 1             | 2001              |
| Warri Wolves     | 1             | 2002              |